# マルミンカルタノ駅
マルミンカルタノ駅 (フィンランド語: Malminkartanon rautatieasema, スウェーデン語: Malmgårds järnvägsstation) はヘルシンキ近郊列車の駅。 ヘルシンキ中央駅から北に11kmのヘルシンキ市北部にあり、 ヴァンター市との境に位置する。ヘルシンキ・ヴァンター国際空港とヘルシンキ中央駅を結ぶP（空港方面行）・I系統（ヘルシンキ方面行）の全列車が停車する。

## 駅構造
相対式二面二線の駅。
駅の大部分は全長約300mのトンネル内に存在する。P・I系統でホームの一部がトンネルにかかっている駅は当駅のみである（アヴィアポリス駅、ヘルシンキ空港駅など地下駅は存在する）。

### のりば
| 1番線 | ■ | P系統 | 空港方面           |
| 2番線 | ■ | I系統 | ヘルシンキ中央方面 |

※進行方向は左側通行である。

## 歴史
- 1978年　開業。
- 1982年　駅ホーム上のトンネル側面に、フィンランド国内で初の合法なグラフィティが描かれた。
- 2004年　違法な落書きが増えたため、すべてのグラフィティが塗り消された。
- 2017年10月　50人のグラフィティアーティストによって、再びトンネル側面にグラフィティが描かれた[2]。

## 備考
ヘルシンキ中央駅方面から当駅より北方（ヘルシンキ空港駅方面）に向かう場合、次駅のミュールマキ以降はヴァンター市に位置するため、Regionチケットを購入する必要がある。券売機から購入の場合5ユーロ、アプリから購入の場合は4.2ユーロである(2018年1月現在)。